# Robin Schulz
Robin Schulz (* 28. dubna 1987, Osnabrück, Západní Německo) je německý elektronický deep house DJ a producent. Dne 4. února 2014 vydal remix skladby „Waves“ od nizozemského hip-hoppera Mr Probze. Tento remix byl později nominován na cenu Best Remixed Recording, Non-Classical na 57. výročí udílení cen Grammy. Jeho následující singl je také remixem a to na písničku „Prayer in C“ od francouzského dua Lilly Wood and the Prick z jejich alba Invincible Friends z roku 2010 vyšel 26. června 2014. Oba dva remixy se staly velmi populárními napříč Evropou a USA, čímž se Schulz celosvětově proslavil. Spolu s Danielem Brunsem a Christopherem Noblem založil nakladatelství Lausbuben Records. Mezi jeho vlivy patří interpreti jako Todd Terry, Armand Van Helden, Roger Sanchez, Tiësto a Epic Sax Guy.

## Kariéra

### 2013-14:Prayer
Robin Schulz u písně „Waves“ od Mr Probz zrychlil tempo, přičemž remix byl vydán jako singl 4. února 2014 v Severní Americe a 7. února 2014 v Evropě. Píseň se stala celosvětovým hitem, obsazovala skvělá místa v žebříčcích v Rakousku, Německu, Norsku, Švédsku, Švýcarsku a Velké Británii a dosáhla prvního místa v pěti žebříčcích v Dánsku, Finsku, Maďarsku, Irsku a Itálii. Další verze Schulzova remixu byla vydána 11. listopadu 2014 a vokálů se chopili americký rapper T.I. a americký zpěvák Chris Brown. Schulz vydal 6. června 2014 remix písně „Prayer in C“ od Lilly Wood a The Prick. Remix se opět držel v žebříčcích v Rakousku, Německu, Švýcarsku, Lucembursku, Francii, Nizozemsku, Belgii, Řecku, Itálii, Maďarsku, České republice, Slovensku, Polsku, Dánsku, Finsku, Norsku, Švédsku, Portugalsku, Španělsku, Irsku a Spojeném království. Tento remix se také až do žebříčku Top 10 v Austrálii a na Novém Zélandu a také se líbil v Kanadě a Spojených státech. Dne 22. srpna 2014 vydal album „Willst Du“, a zároveň i jeho stejnojmenný třetí singl. Píseň se umístila v žebříčcích v Německu, Rakousku a Švýcarsku. Dne 24. října 2014 vyšlo album „Sun Goes Down“, kde opět vydal titulní píseň i jako čtvrtý singl s vokály britské zpěvačky Jasmine Thompson. Píseň se dostala až na druhé místo v žebříčku v Německu a na třetí v Rakousku, Polsku a Švýcarsku. Píseň se také dobře umisťovala ve Finsku, Francii a Švédsku.

## Diskografie
- Prayer (2014)
- Sugar (2015)
- Uncovered (2017)
- IIII (2021)
- Pink (2023)